# Jeroen Tesselaar
Jeroen Tesselaar (Wognum, 16 gennaio 1989) è un ex calciatore olandese, di ruolo difensore.